# Slovenia Future Series 2022
Die Slovenia Future Series 2022 im Badminton fand vom 24. bis zum 27. November 2022 in Maribor statt.

## Sieger und Platzierte
| Disziplin    | Gold                            | Silber                                | Bronze                              |
| ------------ | ------------------------------- | ------------------------------------- | ----------------------------------- |
| Herreneinzel | Andi Fadel Muhammad             | Firman Abdul Kholik                   | Heng Lin Ngan                       |
| Herreneinzel | Andi Fadel Muhammad             | Firman Abdul Kholik                   | Valentin Singer                     |
| Dameneinzel  | Tomoka Miyazaki                 | Hina Akechi                           | Simona Pilgaard                     |
| Dameneinzel  | Tomoka Miyazaki                 | Hina Akechi                           | Marija Sudimac                      |
| Herrendoppel | Rasmus Espersen Kristian Kræmer | Maksymilian Danielak Mateusz Danielak | Dennis Koppen Alex Vlaar            |
| Herrendoppel | Rasmus Espersen Kristian Kræmer | Maksymilian Danielak Mateusz Danielak | Simon Baron-Vezilier Quentin Ronget |
| Damendoppel  | Hina Akechi Sorano Yoshikawa    | Rui Kiyama Kanano Muroya              | Lærke Hvid Emilia Nesic             |
| Damendoppel  | Hina Akechi Sorano Yoshikawa    | Rui Kiyama Kanano Muroya              | Malena Norrman Lia Salehar          |
| Mixed        | Mihajlo Tomić Anđela Vitman     | Miha Ivančič Petra Polanc             | Philip Birker Serena Au Yeong       |
| Mixed        | Mihajlo Tomić Anđela Vitman     | Miha Ivančič Petra Polanc             | Jacob Hede Dahlgaard Malena Norrman |